# کوین تایگ
کوین تایگ (انگلیسی: Kevin Tighe؛ ‏‎/taɪɡ/‎؛ زادهٔ ۱۳ اوت ۱۹۴۴) بازیگر اهل ایالات متحده آمریکا است.
از فیلم‌ها یا برنامه‌های تلویزیونی که وی در آن نقش داشته است می‌توان به نانسی درو ، ۴۸ ساعت دیگر، چه چیزی گیلبرت گریپ را آزار می‌دهد، جید، کی-۹، ولنتاین خونین من، میخانه کنار جاده، جرونیمو: یک افسانه آمریکایی، روابط مدرسه، هشت مرد بیرونی، مسابقه با خورشید و وضعیت اضطراری! اشاره کرد.